# Proces s neuvěřitelným Hulkem
Proces s neuvěřitelným Hulkem (v anglickém originále The Trial of the Incredible Hulk) je americký televizní akční film z roku 1989, který natočil Bill Bixby podle komiksových příběhů o Hulkovi a Daredevilovi. Snímek, uvažovaný také jako backdoor pilot pro zamýšlený ale nerealizovaný seriál o Daredevilovi, navazuje na seriál The Incredible Hulk, jehož vysílání bylo ukončeno v roce 1982, a následný televizní snímek Návrat neuvěřitelného Hulka (1988). Vznikl i třetí televizní film – The Death of the Incredible Hulk (1990).

## Příběh
Doktor David Banner, používající nyní jméno David Belson, dorazí na svých cestách do města, které je ovládáno zločineckým bossem Wilsonem Fiskem, jemuž vzdoruje záhadný bojovník Daredevil. Banner je v metru přepaden Fiskovými muži, kteří zrovna vyloupili klenotnictví. Jako Hulk se s nimi vypořádá, nicméně po návratu do lidské podoby je zatčen policií a mylně obviněn z loupeže. Jeho případu se ujme slepý právník Matt Murdock. Banner se kvůli stresu z připravovaného soudu změní v cele v Hulka a z vězení uteče. Spojí se s Murdockem, jenž mu odhalí, že právě on je Daredevilem. Nakonec spojí své síly a společně bojují proti Fiskovi.

## Obsazení
- Bill Bixby jako David Banner
- Lou Ferrigno jako Hulk
- Marta DuBois jako Ellie Mendezová
- Nancy Everhard jako Christa Kleinová
- Nicholas Hormann jako Edgar
- Richard Cummings Jr. jako Al Pettiman
- Joseph Mascolo jako Albert G. Tendelli
- John Rhys-Davies jako Wilson Fisk
- Rex Smith jako Matt Murdock / Daredevil